# Декларация Великобритании об объявлении войны Германии (1939)
Великобритания вошла в состояние войны и прекратила дипломатические отношения с Германией в 11:00 дня по западноевропейскому времени 3 сентября 1939 года, двое суток спустя после немецкого вторжения в Польшу. В этот же день, шестью часами позже Франция также объявила о состоянии войны с Германией.
О состоянии войны до британской общественности донёс по радио в 11:15 дня премьер-министр Невилл Чемберлен.

## Текст обращения
Я обращаюсь к вам из кабинета на Даунинг-стрит, 10.

Этим утром британский посол в Берлине вручил германскому правительству последнюю ноту, в которой указывалось, что если до 11:00 мы не получим ответа об их готовности немедленно вывести свои войска из Польши, то между нашими странами появится состояние войны. Теперь я вынужден вам сообщить, что такого ответа получено не было и, следовательно, наша страна находится в состоянии войны с Германией.

Мне трудно сейчас представить, насколько это тяжелый удар для меня, что борьба за сохранение мира, которую я вел на протяжении долгих лет, постигла неудача. И все же я не могу поверить, что можно было добиться чего-то большего или сделать что-либо иначе, что это привело бы к успеху.

До самого последнего момента было ещё можно достичь мирного урегулирования конфликта между Германией и Польшей. Но для Гитлера это оказалось неприемлемым. Очевидно, он решил напасть на Польшу при любых обстоятельствах и, хотя сегодня он говорит о неких разумных предложениях, отвергнутых Польшей, этим заявлениям верить на слово нельзя.

Предложения, о которых шла речь, не были представлены ни полякам, ни нам. Хотя они и транслировались по германскому радио вечером в четверг, Гитлер не стал дожидаться комментариев, а приказал своим войскам перейти польскую границу. Его действия служат наглядным доказательством того, что этот человек не оставит привычку добиваться своего силой. И только силой можно его остановить.

Сегодня вместе с Францией, выполняя взятые на себя обязательства, мы идём на помощь Польской Республике, которая столь доблестно отражает подлое и неспровоцированное нападение на свой народ. Наша совесть чиста. Мы сделали все, что зависело от нас, в состоянии сделать всё, что было возможно для установления мира, однако ситуация, в которой ни одному слову германского лидера нельзя верить и ни одна страна, ни один народ не могут чувствовать себя в безопасности, стала неприемлемой. Отныне мы полны решимости покончить с таким положением. Я знаю, что все вы будете исполнять свой долг спокойно и отважно.

В этот момент заверения в поддержке, полученные из разных уголков Империи, ободряют и укрепляют нас.

Правительство разработало планы, согласно которым можно будет продолжать работу нации в дни стресса и напряжения, которые могут быть впереди. Но эти планы нуждаются в вашей помощи. Возможно, вы принимаете участие в боевых действиях или являетесь добровольцем в одной из ветвей Гражданской обороны. В этом случае вы будете являться на службу в соответствии с полученными инструкциями. Возможно, вы заняты на работах, необходимых для ведения войны, для поддержания жизни людей - на заводах, на транспорте, в коммунальном хозяйстве или в снабжении другими жизненно необходимыми товарами. Если это так, то жизненно важно, чтобы вы продолжали свою работу.

Да благословит вас Бог.

Пусть Он защитит правое дело. Мы будем бороться против зла, грубой силы, ложной веры, несправедливости, угнетения и репрессий. И я уверен в том, что справедливость рано или поздно одержит верх.

## Последствия
Королевские ВМФ Великобритании начали морскую блокаду Германии 4 сентября. Хотя Великобритания и Франция выполнили эти гарантии, объявив войну через два дня после вторжения Германии в Польшу 1 сентября 1939 года, доминионы Британской империи быстро последовали их примеру, однако Польше было оказано так мало гуманитарной помощи, что вскоре та потерпела поражение. На ранних стадиях войны, объявленная Великобританией и Францией, получила название «Странной войны».
Кроме того, ни Британская империя, ни Франция никогда не объявляли войну Советскому Союзу, который вторгся в Польшу 17 сентября 1939 года (спустя 16 дней после вторжения нацистской Германии с запада). Посол Польши в Лондоне Эдвард Бернар Рачиньский связался с британским министерством иностранных дел. Он указал, что пункт 1(b) соглашения, который касался «агрессии европейской державы» против Польской Республики, должен был быть применимым и к советскому вторжению. Министр иностранных дел лорд Галифакс ответил, что обязательства британского правительства по отношению к Польше, вытекающие из англо-польского соглашения, ограничиваются исключительно Германией в соответствии с первым пунктом секретного протокола. В ходе Второй мировой войны восточные области бывшей Польской Республики стали составлять часть стран антигитлеровской коалиции. По настоянию Иосифа Сталина Ялтинская конференция 1945 года санкционировала формирование нового прокоммунистического коалиционного правительства в Москве, а СССР отозвал признание старого польского правительства, находившегося в изгнании и базировавшегося в Лондоне.